# 잭 두언
잭 두언(Jack Doohan, 2003년 1월 20일 ~ )은 오스트레일리아의 자동차 경주 선수로 현재 알핀 F1 팀의 예비 드라이버로 활동하고 있다. 2023년 FIA 포뮬러 2 챔피언십에서 인빅타 버츄오시 레이싱(Invicta Virtuosi Racing) 소속으로 3위에 올랐으며, 레드불 주니어 팀의 일원으로 2021년 FIA 포뮬러 3 챔피언십 2위를 달성했다. 잭의 아버지는 5회 500cc 모터사이클 그랑프리 월드 챔피언인 믹 두언(Mick Doohan)이다. 알핀 F1 팀은 2025년 정규 드라이버로 두언과 1년 계약을 체결했다.